# Days (遊吟のアルバム)
『Days』（デイズ）は、日本のフォークデュオ・遊吟が2008年1月9日にTsubasa Recordsから発売した1枚目のベストアルバム。

## 内容
メジャーデビュー作品にして初のベストアルバム。シングル「Fate」と同時発売された。
全国流通販売を行うようになったインディーズ期の楽曲から選曲されているが、必ずしもインディーズ期のシングル表題曲全てが収録されているわけではなく、そのシングルのカップリング曲が収録されているのがほとんどである。

## 収録曲
| #   | タイトル             | 作詞 | 作曲・編曲 |
| --- | -------------------- | ---- | ---------- |
| 1.  | 「水花火」           |      |            |
| 2.  | 「恋の音」           |      |            |
| 3.  | 「ポケット」         |      |            |
| 4.  | 「今、君に逢いたい」 |      |            |
| 5.  | 「ばかおとこ」       |      |            |
| 6.  | 「花丸カレンダー」   |      |            |
| 7.  | 「地球儀」           |      |            |
| 8.  | 「七色の変光星」     |      |            |
| 9.  | 「えがお」           |      |            |
| 10. | 「カフェラテ」       |      |            |
| 11. | 「あさひ」           |      |            |

### 解説
1. 水花火
インディーズ8thシングルの表題曲。
2. 恋の音
インディーズ1stアルバムの収録曲。
3. ポケット
インディーズ8thシングルのカップリング1曲目。
4. 今、君に逢いたい
インディーズ5thシングルのカップリング2曲目
5. ばかおとこ
インディーズ4thシングルのカップリング1曲目。
6. 花丸カレンダー
インディーズ5thシングルのカップリング1曲目。
7. 地球儀
インディーズ6thシングルのカップリング1曲目。
8. 七色の変光星
インディーズ5thシングルの表題曲。
9. えがお
インディーズ1stアルバムの収録曲。
10. カフェラテ
インディーズ6thシングルのカップリング2曲目。
11. あさひ
インディーズ7thシングルのカップリング2曲目。